# Нижегородская валютно-фондовая биржа

логотип биржи

Нижегородская валютно-фондовая биржа — центр биржевой торговли Приволжского федерального округа. НВФБ входит в общероссийскую биржевую систему и выполняет функции представителя и технического центра ММВБ в Приволжском округе.
4 декабря 2007 года ЗАО «Нижегородская Валютно-Фондовая Биржа» было переименовано в Закрытое акционерное общество "Региональный биржевой центр «ММВБ-Поволжье». Войдя в группу ММВБ, региональный Биржевой центр «ММВБ-Поволжье» стал одним из основных танков группы по активизации работы с региональными эмитентами, участниками торгов и инвесторами, по продвижению в регионе Приволжского федерального округа всего спектра продуктов, инструментов и услуг ММВБ, а также в качестве базы для проведения образовательных и обучающих программ.